# 아비앙카 항공 203편 폭파 사건
아비앙카 항공 203편 폭파 사건은 1989년 콜롬비아에서 일어난 사건이다. 1989년 11월 27일, 엘도라도 국제공항을 출발하여 알폰소 보닐라 아라곤 국제공항으로 향하던 아비앙카 항공 203편이 이륙한지 얼마되지 않아 공항 인근에서 비행기에 부착된 폭탄이 폭발하여 107명이 사망했으며, 지상에 있던 3명도 사망하였다. 이 사건은 당시 콜롬비아의 대통령 후보였던 세사르 가비리아를 암살하기 위해 파블로 에스코바르가 벌인 테러였으나, 다행히도 세사르 가비리아는 이 비행기에 탑승을 하지 않아 목숨을 건졌다.

## 같이 보기
- 메트로젯 9268편 추락 사고
- 팬암 항공 103편 폭파 사건
- 에어 인디아 182편 폭파 사건